# Junonia elgiva
Junonia elgiva is een vlinder uit de familie Nymphalidae. De wetenschappelijke naam van deze soort werd voor het eerst voorgesteld door William Chapman Hewitson in een publicatie uit 1864.

## Verspreiding
De soort komt algemeen voor in beboste delen van tropisch Afrika waaronder in Congo-Kinshasa, Oost-Kenia, Tanzania, Noord-Zambia, Malawi, Mozambique, Oost-Zimbabwe, Zuid-Afrika en Eswatini.

## Waardplanten
De rups leeft op:
- Acanthaceae
  - Asystasia gangetica (L.) T.Anderson
  - Barleria sp.
  - Hygrophila sp.
  - Justicia sp.
  - Paulowilhelmia sp.
  - Phaulopsis imbricata (Forssk.) Sweet
  - Ruellia patula Jacq.
- Lamiaceae
  - Coleus bojeri Benth.
  - Coleus hereroensis (Engl.) A.J.Paton